# Agrypon suzukii
Agrypon suzukii là một loài tò vò trong họ Ichneumonidae.